# Danielle Fuentes
Danielle Marie Fuentes Portillo (Rockville, Maryland, Estados Unidos, 23 de agosto de 2000) es una jugadora profesional estadounidense nacionalizada salvadoreña quien juega como centrocampista en el club mexicano Tijuana Femenil y la Selección femenina de fútbol de El Salvador.

## Vida personal
Fuentes tiene un hermano.

## Primeros años y educación
Apodada como simplemente "Dani", Fuentes asistió a la Universidad del Sur de Alabama, donde registró diez asistencias para los Jaguars.

## Carrera internacional
Fuentes jugó para la Selección femenina de fútbol de El Salvador en los XXIV Juegos Centroamericanos y del Caribe, ayudando al equipo a lograr el tercer lugar.

## Clubes
| Club                 | País   | Año           |
| -------------------- | ------ | ------------- |
| Necaxa Femenil       | México | 2023-2024     |
| Cruz Azul Femenil    | México | 2024-2025     |
| Club Tijuana Femenil | México | 2025-presente |